# Жуковский, Даниил Дмитриевич
Даниил Дмитриевич Жуко́вский (5 [18] августа 1909, Фрайбург — 16 февраля 1938, Орёл) — русский поэт, переводчик, математик. Известен как прототип главного героя романа Дмитрия Быкова «Остромов, или Ученик чародея» (2010).

## Биография
Родился в семье поэтессы Аделаиды Герцык и ученого, переводчика Дмитрия Жуковского.
После смерти матери в 1925 году семья Даниила разъединилась. Отец был арестован в Симферополе, где имел небольшой заработок в Таврическом университете. Младшего брата взяли на попечение знакомые, а Даниил поступил в Крымский пединститут на физико-математическое отделение и жил самостоятельно. Сформировался круг его интересов: математика, поэзия, теория стиха.
В 1931—1934 годы семья воссоединилась в Иванове. Д. Е. Жуковский, получивший запрет на жительство в больших городах и находившийся под наблюдением НКВД, работал в лаборатории, младший брат учился в медицинском институте, Даниил преподавал рабочим математику и физику. Затем он переехал в Москву где посещал литературные кружки, участвовал в дискуссиях, его математические занятия вышли на более высокий уровень (он заочно поступил в МГУ).
Из писем, сохранившихся в архиве семьи Герцык-Жуковских, складывается трогательный образ Даниила Жуковского — незащищенного юноши, вступившего в неравную борьбу со временем. Эта внутренняя борьба, часто отзывавшаяся тяжелыми, угнетёнными состояниями при чрезвычайно жизнерадостном и деятельном природном характере Даниила, продолжалась всю его недолгую жизнь. 23 ноября 1935 года он написал своей тёте Евгении Герцык:
Теперь для меня уже нет сомнения в том, что больше всего эпоха виновата в том, что я не пишу. Сейчас действительно просто стыдно петь соловьем, а я, по-видимому, именно так и пел бы… Весной было особенно страшно, когда каждый день приходилось вычеркивать из записной книжки адреса своих товарищей гибнущих…
В круг общения Жуковского входили Волошин и Брюсов, Шестов и Бердяев, Ильин и C. Булгаков, Цветаева, Ремизов, Вячеслав Иванов. Он был дружен с Наталией Ануфриевой, арестованной по тому же делу.
Сталинские репрессии не прошли мимо Даниила Жуковского — 1 июня 1936 года произошёл обыск с арестом по обвинению в «хранении контрреволюционных стихов Волошина» и «измышлении о жизни советских людей» (в разговоре упомянул о голоде на Украине). Первый приговор — пять лет. Но там же, в тюрьме, по доносу — новое обвинение и новый приговор, подписанный особой тройкой 15 февраля 1938 года. Скорее всего, уже на следующий день, в день рождения матери, двадцативосьмилетний Даниил Жуковский был расстрелян.

## Творчество
- «О ритме» и «Слово — звук — образ» (одна глава из этой работы была опубликована в журнале «Новое литературное обозрение» в 1992 году), эссе «Мысли о детстве…»

### Изображения
- С матерью и младшим братом на обложке её книги «Таинства игры»
- С отцом и младшим братом Архивная копия от 31 мая 2011 на Wayback Machine